# Humacao
La municipalité d’Humacao, sur l'ile de Porto Rico (Code International : PR.HU) couvre une superficie de 117 km² et regroupe 50 896 habitants en 2020.

## Histoire
En 1960, l'ouragan Donna passa à proximité de Porto Rico et entraîna des inondations dans tout le pays. La ville d'Humacao en paya le plus lourd tribut avec 85 décès.

## Sport et culture
- Caciques de Humacao (en), club de basket-ball (2005-2019)
- Orientales de Humacao, club de volley-ball féminin (2012-2021)

## Personnalités liées à la commune
- Tito Rojas (1955-2020), musicien portoricain, est né à Humacao.